# Mansilla de la Sierra
Mansilla de la Sierra és un municipi de La Rioja, a la regió de la Rioja Alta.